# Черен кукуряк
Черен кукуряк (Helleborus niger) е растение от семейство лютикови, което цъфти напролет. Среща се в горите и храсталаците в ниските части на планините.
Наричан още Коледна роза, градинският кукуряк е многогодишно, ниско растящо растение, с тъмни и гладки листа и 5 снежнобели венчелистчета. Расте предимно в Централна и Южна Европа – Испания, Португалия, Румъния и Украйна. Силно отровно е, но в малки количества в миналото е служило като приспивателно.
Растението се поддава лесно на отглеждане. Обича светлите места, но не и ярката светлина. Оптималната температура на помещението е 15 – 20 градуса.
Родината му е Северна Гърция. Култивирано е с медицинска цел още през 1641 г. В България се отглежда в дворовете и някои подобрени сортове достигат 20 cm височина. Градинският кукуряк понася добре полусянка.